# Brachyrhopala antennata
Brachyrhopala antennata là một loài ruồi trong họ Asilidae. Brachyrhopala antennata được Clements miêu tả năm 2000.